# Gelis sibiricus
Gelis sibiricus är en stekelart som först beskrevs av Győző Szépligeti 1901.
Gelis sibiricus ingår i släktet Gelis och familjen brokparasitsteklar. Inga underarter finns listade i Catalogue of Life.